# 씨앗 도서관

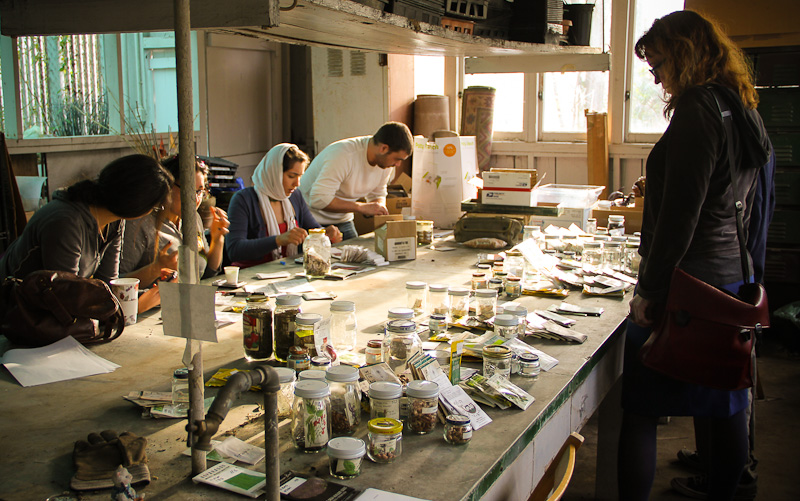
미국의 씨앗 도서관에서 회원들이 씨앗을 빌리는 모습

씨앗 도서관(--圖書館)은 씨앗을 모아 두고 일반인이 빌려갈 수 있도록 한 시설이다. 도서관에서 책을 빌려주는 것처럼 씨앗을 대여해주기 때문에 이런 이름이 붙었다. 유사시에 대비하고 생물 다양성을 보존하기 위해 씨앗을 보관하는 것이 주 목적인 씨앗 은행과는 구분된다. 토종 식물, 재래 작물·품종 등을 대중에게 알리고 배포하는 역할도 하며, 씨앗도서관 안에서 회원 및 시민들 간의 씨앗 나눔이 이루어지기도 한다. 씨앗도서관에서 빌린 씨앗은 심어 키운 후 씨를 받아 반납할 수 있다.

## 한국의 씨앗 도서관
- 강동씨앗도서관 (서울특별시 강동구)
- 공주씨앗도서관 (충청남도 공주시)
- 광명씨앗도서관 (경기도 광명시)
- 괴산한살림우리씨앗도서관 (충청북도 괴산군)
- 서울식물원 씨앗도서관 (서울특별시 강서구)
- 수원씨앗도서관 (경기도 수원시)
- 안양씨앗도서관 (경기도 안양시)
- 예산한국토종씨앗박물관 (충청남도 예산군)
- 춘천씨앗도서관 (강원특별자치도 춘천시)
- 포항씨앗도서관 (경상북도 포항시)
- 홍성씨앗도서관 (충청남도 홍성군)

## 같이 보기
- 재래 작물
- 도서관